# قلعة أخلاص (كرتشمبو الجنوبي)
قلعة أخلاص (بالفارسية: قلعه اخلاص) هي قرية تقع في إيران في قسم کرتشمبو الجنوبي الريفي. يقدر عدد سكانها بـ 137 نسمة بحسب إحصاء 2016.